# Morning Musume
Morning Musume (jap. モーニング娘。 Mōningu Musume) – popularna w Japonii dziewczęca grupa idolek, do lutego 2012 roku znajdowała się na pierwszym miejscu pod względem ogólnej sprzedaży singli (dla girlsbandów) wg Oriconu, a także pobiła rekord największej liczby singli w pierwszej dziesiątce z 66 tytułami od października 2018 roku i największej liczby albumów w pierwszej dziesiątce z 18 tytułami od marca 2019 roku. Jest główną grupą projektu Hello! Project utworzonego i zarządzanego przez producenta i autora piosenek Tsunku do 2014 roku, kiedy to zrezygnował ze stanowiska producenta grupy, pozostając wyłącznie producent dźwięku. Grupa powstała i zadebiutowała w 1997 roku. Nazwę zespołu można tłumaczyć za mediami jako „Córki Poranka”, ale właściwsza w tym wypadku jest nazwa „Dziewczęta Poranka” (słowo musume zawiera oba te znaczenia).

## Informacje
Grupa została założona we wrześniu 1997 roku przez pięć członkiń wybranych spośród odrzuconych kandydatek w „Sharan Q Josei Rock Vocalist Audition”, projekcie przesłuchań programu ASAYAN emitowanym na antenie TV Tokyo. Dziewczyny osiągnęły wymóg sprzedaży 50 000 kopii swojego niezależnego singla „Ai no Tane”, dzięki czemu zadebiutowały.
W przypadku oficjalnej nazwy, począwszy od 1 stycznia 2014 r., po nazwie „Morning Musume”, pojawiają się dwie ostatnie cyfry roku, a nazwa zmienia się co roku 1 stycznia (np. w 2023 r. będzie to „Morning Musume '23”). Czytanie to „Morning Musume”, po którym następuje angielskie odczytanie liczby od 1 do 10 (np. „Morning Musume '23” to „Morning Musume Two Three”).
Prawie wszystkie piosenki są pisane i komponowane przez twórcę grupy i producenta dźwięku Tsunku. Grupa jest aktywna od ponad 20 lat od momentu powstania do dzisiejszego dnia, w tym zajmując miejsce w pierwszej dziesiątce w cotygodniowych rankingach sprzedaży płyt CD Oriconu i wielokrotnie występując w Kōhaku Uta Gassen. Mają również fanów poza Japonią, dla których występowały na zagranicznych koncertach i wydarzeniach.
Były pierwszą grupą idoli w Japonii, która z powodzeniem wprowadziła system zmiany pokoleniowej (znanej jako „ceremonia ukończenia” istniejących członków, dołączenie nowych członków i przeprowadzenie przesłuchań, z których każdy jest określany „okresem”).

## Skład grupy

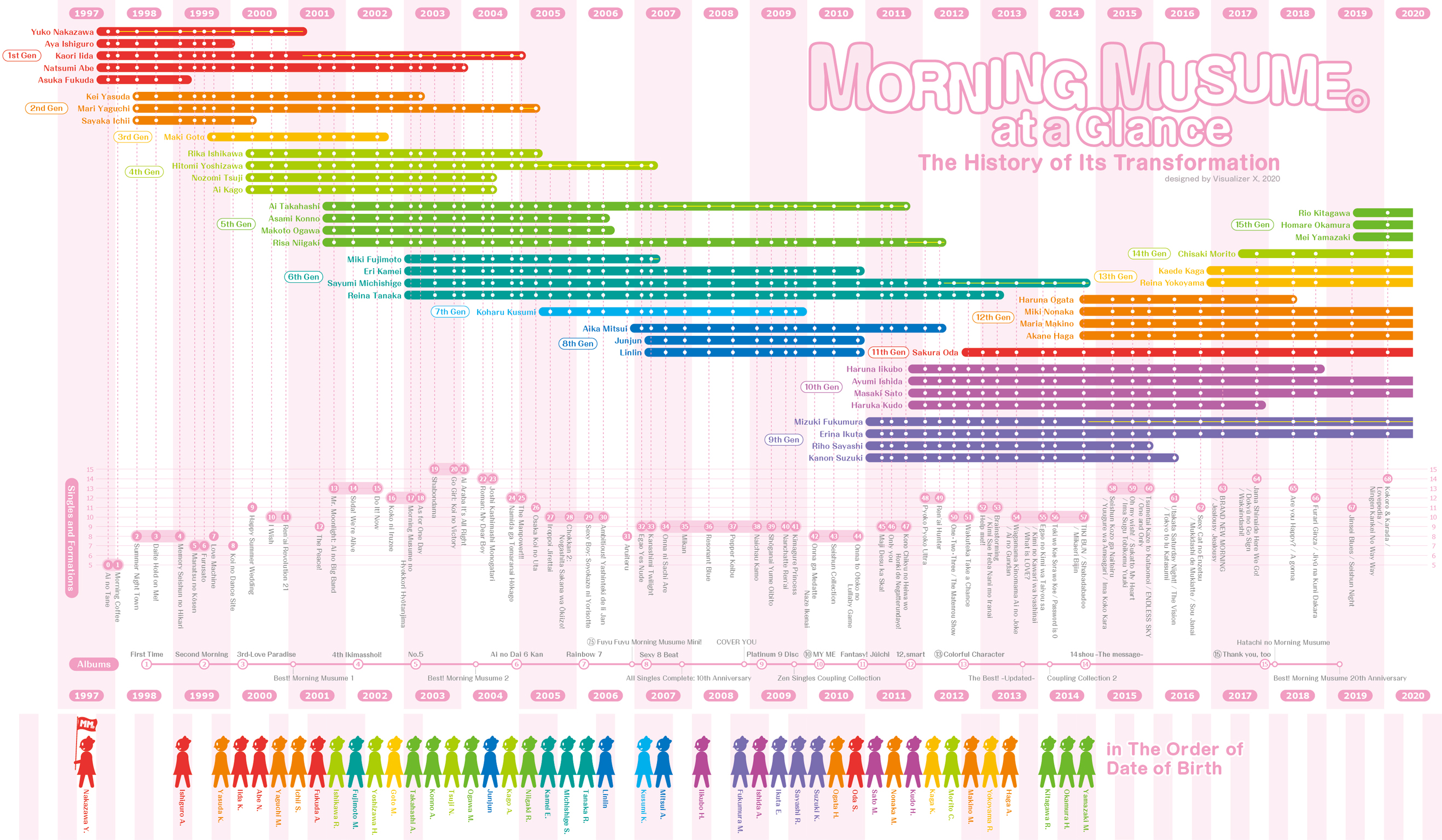
Chronologia składu zespołu i wydane single.

- Erina Ikuta (od 2011)
- Sakura Oda (od 2012)
- Miki Nonaka (od 2014)
- Maria Makino (od 2014)
- Akane Haga (od 2014)
- Reina Yokoyama (od 2016)
- Rio Kitagawa (od 2019)
- Homare Okamura (od 2019)
- Mei Yamazaki (od 2019)
- Rio Sakurai (od 2022)
- Haruka Inoue (od 2023)
- Ako Yumigeta (od 2023)

| - Yūko Nakazawa (中澤裕子, ukończyła w kwietniu 2001) - Kaori Iida (飯田圭織, ukończyła w styczniu 2005) - Aya Ishiguro (石黒彩, ukończyła w styczniu 2000) - Natsumi Abe (安倍なつみ, ukończyła w styczniu 2004) - Asuka Fukuda (福田明日香, ukończyła w kwietniu 1999) - Kei Yasuda (保田圭, ukończyła w maju 2003) - Mari Yaguchi (矢口真里, ukończyła w kwietniu 2005) - Sayaka Ichii (市井紗耶香, ukończyła w maju 2000) - Maki Gotō (後藤真希, ukończyła we wrześniu 2002) - Rika Ishikawa (石川梨華, ukończyła w maju 2005) - Hitomi Yoshizawa (吉澤ひとみ, ukończyła w maju 2007) - Nozomi Tsuji (辻希美, ukończyła w sierpniu 2004) - Ai Kago (加護亜依, ukończyła w sierpniu 2004) - Ai Takahashi (高橋愛, ukończyła w październiku 2011) - Asami Konno (紺野あさ美, ukończyła w lipcu 2006) - Makoto Ogawa (小川麻琴, ukończyła w sierpniu 2006) - Risa Niigaki (新垣里沙, ukończyła w maju 2012) - Miki Fujimoto (藤本美貴, ukończyła w czerwcu 2007) - Eri Kamei (亀井絵里, ukończyła w grudniu 2010) - Sayumi Michishige (道重さゆみ, ukończyła 26 listopada 2014) - Reina Tanaka (田中れいな, ukończyła 21 maja 2013) - Koharu Kusumi (久住小春, ukończyła w grudniu 2009) - Aika Mitsui (光井愛佳, ukończyła w maju 2012) - JunJun (ジュンジュン, ukończyła w grudniu 2010) - LinLin (リンリン, ukończyła w grudniu 2010) - Mizuki Fukumura (譜久村聖, ukończyła 26 listopada 2023) - Erina Ikuta (生田衣梨奈) - Riho Sayashi (鞘師里保, ukończyła w grudniu 2015) - Kanon Suzuki (鈴木香音, ukończyła w maju 2016) - Haruna Iikubo (飯窪春菜, ukończyła w grudniu 2018) - Ayumi Ishida (石田亜佑美, ukończyła w grudniu 2024) - Masaki Satō (佐藤優樹 (飯窪春菜, ukończyła w grudniu 2021) - Haruka Kudō (工藤遥, ukończyła w grudniu 2017) | - Sakura Oda (小田さくら) - Haruna Ogata (尾形春水, ukończyła w czerwcu 2018) - Miki Nonaka (野中美希) - Maria Makino (牧野真莉愛) - Akane Haga (羽賀朱音) - Kaede Kaga (加賀楓, ukończyła w grudniu 2022) - Reina Yokoyama (横山玲奈) - Chisaki Morito (森戸知沙希, ukończyła w czerwcu 2022) - Rio Kitagawa (北川莉央) - Homare Okamura (岡村ほまれ) - Mei Yamazaki (山崎愛生) - Rio Sakurai (櫻井梨央) - Haruka Inoue (井上春華) - Ako Yumigeta (弓桁朱琴) |

### Liderki
- 1. – Yūko Nakazawa (od początku – kwiecień 2001)
- 2. – Kaori Iida i Kei Yasuda (maj 2001 – maj 2003)
- 3. – Kaori Iida, wiceliderka: Mari Yaguchi (maj 2003 – styczeń 2005)
- 4. – Mari Yaguchi, wiceliderka: Hitomi Yoshizawa (luty 2005 – 14 kwietnia 2005)
- 5. – Hitomi Yoshizawa, wiceliderka: Miki Fujimoto (15 kwietnia 2005 – 6 maja 2007)
- 6. – Miki Fujimoto, wiceliderka: Ai Takahashi (7 maja 2007 – 1 czerwca 2007)
- 7. – Ai Takahashi, wiceliderki: Risa Niigaki (2 czerwca 2007 – 30 września 2011)
- 8. – Risa Niigaki (1 października 2011 – 18 maja 2012)
- 9. – Sayumi Michishige (18 maja 2012 – 26 listopada 2014)
- 10. – Mizuki Fukumura (27 listopada 2014 – 29 listopada 2023)
- 11. – Erina Ikuta (30 listopada 2023 – )

## Dyskografia

### Single
1. „Ai no tane”
2. „Morning Coffee”
3. „Summer Night Town”
4. „Daite HOLD ON ME!”
5. „Memory Seishun no hikari”
6. „Manatsu no kōsen”
7. „Furusato”
8. „LOVE Machine”
9. „Koi no Dance Site”
10. „Happy Summer Wedding”
11. „I WISH”
12. „Renai Revolution 21”
13. „The☆Peace!”
14. „Mr. Moonlight ~Ai no Big Band~”
15. „Sōda! We’re ALIVE”
16. „Do it! Now”
17. „Koko ni iruzee!”
18. „Morning Musume no hyokkori hyōtanjima”
19. „AS FOR ONE DAY”
20. „Shabondama”
21. „Go Girl ~Koi no Victory~”
22. „Ai sraba IT’S ALL RIGHT”
23. „Roman ~MY DEAR BOY~”
24. „Joshi kashimashi monogatari”
25. „Namida ga tomaranai hōkago”
26. „THE Manpower!!!”
27. „Ōsaka koi no uta”
28. „Iroppoi jirettai”
29. „Chokkan 2 ~Nogashita sakana wa ōkiizo!~”
30. „SEXY BOY ~Soyokaze ni yorisotte~”
31. „Ambitious! Yashinteki de ii jan”
32. „Aruiteru”
33. „Egao YES Nude”
34. „Kanashimi Twilight”
35. „Onna ni sachi are”
36. „Mikan”
37. „Resonant Blue”
38. „Pepper keibu”
39. „Naichau kamo”
40. „Shōganai yume oibito”
41. „Nanchatte renai”
42. „Kimagure Princess”
43. „Onna ga medatte naze ikenai”
44. „Seishun Collection”
45. „Onna to otoko no Lullaby Game”
46. „Maji desu ka suka!”
47. „Only you”
48. „Kono chikyū no heiwa o honki de negatterun da yo!”
49. „Pyoko Pyoko Ultra”
50. „Renai Hunter”
51. „One Two Three/The Matenrō Show”
52. „Wakuteka Take a chance”
53. „Help me!!”
54. „Brainstorming/Kimi sae ireba nani mo iranai”
55. „Wagamama ki no mama ai no Joke/Ai no Gundan”
56. „Egao no kimi wa taiyō sa/Kimi no kawari ga iyashinai/What is LOVE?”
57. „Toki wo koe, sora wo koe/Password is 0”
58. „TIKI BUN/Shabadabadoo/Mikaeri bijin”
59. „Seishun kozō ga naiteiru/Yūgure wa ameagari/Ima koko kara”
60. „Oh my wish!/Sukatto my Heart/Imasugu tobikomu yūki”
61. „Tsumetai kaze to kataomoi/ENDLESS SKY/One and Only”
62. „Utakata Saturday Night!/The Vision/Tokyo to iu katasumi”
63. „Sexy Cat no enzetsu/Mukidashi de mukiatte/Sō janai”
64. „BRAND NEW MORNING/Jealousy Jealousy”
65. „Jama shinaide Here We Go!/Dokyū no Go Sign/Wakaindashi!”

### Albumy
1. First Time
2. Second Morning
3. 3rd-Love Paradise
4. 4th Ikimasshoi!
5. No.5
6. Ai no Dai 6 Kan
7. Rainbow 7
8. SEXY 8 BEAT
9. Platinum 9 Disc
10. 10 My Me
11. Fantasy! Juuichi
12. 12, SMART
13. 13 Colorful Character
14. 14 Shō: The Message
15. ⑮ Thank you, too

### Inne
- 7.5 Fuyu Fuyu Morning Musume. Mini!

### Covery
- Cover you